# Robert-Ambroise-Marie Carré
Robert-Ambroise-Marie Carré OP (* 25. Juli 1908 in Fleury-les-Aubrais, Département Loiret; † 15. Januar 2004 in Ancourt, Département Seine-Maritime) war ein katholischer Geistlicher der Dominikaner, der 1975 Mitglied der Académie française wurde.

## Leben
Nach dem Besuch der École Saint-Joseph sowie des Collège Sainte-Croix de Neuilly trat er 1926 dem Orden der Dominikaner bei und empfing 1933 die Ordination zum Priester.
Von 1936 bis 1939 war er Chefredakteur der christlichen Zeitschrift Revue de Jeunes. Während der Besetzung Frankreichs durch die Wehrmacht im Zweiten Weltkrieg engagierte er sich als Mitglied der Résistance im Widerstand gegen die Besatzungsmacht. Er organisierte den Schutz von Menschen gleich welcher Religion und Rasse und wurde dafür mit dem Croix de guerre ausgezeichnet und Mitglied der Ehrenlegion.
Nach Ende des Krieges leitete er zahlreiche geistliche Konferenzen (Einkehrtage) in Frankreich, aber auch in Belgien, den Niederlanden, der Schweiz und Italien. Nachdem er 1948 während der Fastenzeit erstmals in der Kathedrale von Montreal gepredigt hatte, sprach er mehrfach in Kanada und den Vereinigten Staaten. Zwischen 1947 und 1959 war er Kaplan bei der Katholischen Union für Theater und Musik, ehe er anschließend von 1959 bis 1966 Prediger an der Kathedrale Notre-Dame de Paris war, wo er insbesondere die Fastenpredigten hielt und organisierte. Eine weitere  Aufgabe war die Seelsorge an Künstlern, besonders Schauspielern. 1964 wurde er von Papst Paul VI. zur Predigt der spirituellen Exerzitien in der Fastenzeit in den Vatikan berufen. Zuletzt war Carré seit 1966 Prediger in zahlreichen Messen, die von France Culture gesendet wurde, wobei zahlreiche dieser Predigten wie Le Prêtre, homme de la Parole, Dialogue des croyants et des incroyants, Sainte Thérèse de Lisieux et l’enfance spirituelle auf Schallplatten erschienen.
Am 26. Juni 1975 wurde er schließlich als Nachfolger von Jean Kardinal Daniélou zum Mitglied der Académie française gewählt und nahm dort den 37. Sessel (Fauteuil 37) ein. Carré war außerdem Großoffizier der Ehrenlegion, Ritter des Ordre des Palmes Académiques, Kommandeur des Ordre des Arts et des Lettres sowie Ritter des Ordens Leopolds II. von Belgien.

## Veröffentlichungen
- Regard sur Jésus, 1936
- Compagnons d’éternité, 1938
- Un Dieu qui parle, 1939
- Lourdes, avec photographies de Jahan, 1946
- Théologie et Spiritualité conjugale, 1946
- Dialogues avec la souffrance, en collaboration, 1946
- Espérance et Désespoir, 1953
- Justice humaine, justice divine, chemin de croix à la Sainte-Chapelle, 1954
- Baptisés dans le Christ, repris et complété en 1986, 1955
- Sainteté, miroir de Dieu, 1955
- L’Église s’est-elle réconciliée avec le théâtre?, 1956
- Le célibat est-il un échec?, 1957
- Le Vrai Visage du prêtre, 1959
- Le Vrai visage du prêtre, Carême de Notre-Dame, 1959
- Le Sacerdoce des laïcs, Carême de Notre-Dame, 1960
- La Rencontre avec Jésus-Christ, 1960
- L'amour plus fort que la mort, 1960
- Chemin de croix pour les veuves, 1961
- Prêtres et laïcs apôtres de Jésus-Christ, Carême de Notre-Dame, 1961
- L’homme des béatitudes, Carême de Notre-Dame, 1962
- Béatitudes pour aujourd’hui, Carême de Notre-Dame, 1963
- Le Pater dans nos vies, Carême de Notre-Dame, 1964
- Le Pater pour le monde, Carême de Notre-Dame, 1965
- Mère du Christ, mère des hommes, Carême de Notre-Dame, 1966
- La Conversion quotidienne, 1968
- Pour vous, qui est Jésus-Christ?, 1970
- Jésus, en collaboration, 1970
- Les yeux illuminés du cœur, 1971
- Le Notre Père, prière du Christ et des chrétiens, 1972
- Par amour de ton amour, Dieu et les autres, 1972
- Quand arrive le bonheur, 1974
- Chaque jour je commence, 1976
- Demeurez en ma parole, 1979
- Plus tard tu comprendras, 1980
- Ces maîtres que Dieu m’a donnés, 1982
- Prières pour les jours de notre vie, 1983
- L’Accompagnement du malade, 1986
- Je n’aimerai jamais assez, Journal 1970-1987, 1988
- Des heures de grand sens, Journal 1988-1990, 1991
- Les Quinze Mystères du Rosaire, 1992
- Vient le temps de chanter, Journal 1991–1993, 1994
- Tout m’est buisson ardent. Journal 1994–1997, 1997
- Reçois-les dans ta lumière. Paroles pour des amis, 2000